# Planta Depuradora de Líquidos Cloacales de Las Talitas
La Planta Depuradora de Líquidos Cloacales de Las Talitas es una estación de tratamiento de aguas residuales de Las Talitas, Tucumán, Argentina. La infraestructura tiene capacidad para abastecer a 140.000 habitantes del Gran San Miguel de Tucumán. 

## Historia
La construcción de la planta de tratamiento comenzó el 18 de marzo de 2013 durante el gobierno de Cristina Kirchner. Esta fue concluida en 2018, pero no fue puesta a funcionamiento al no ser transferida al gobierno provincial. 
Finalmente esta fue inaugurada el 21 de mayo de 2020 por el presidente Alberto Fernández, el gobernador Juan Manzur, el intendente local Carlos Najar, entre otros funcionarios. La obra tuvo un costo total de ARS 875 941 293, realizándose además obras de conexión cloacal en Las Talitas. 
La planta de líquidos cloacales abarca a 140.000 habitantes de Tafí Viejo, Las Talitas, Villa Carmela y Cebil Redondo, ampliando su cobertura a 70.000 personas más. Los efluentes tratados en la estación de tratamiento pueden ser vertidos en el Río Salí a través del Canal Pluvial Norte. 